# Notarius cookei
Notarius cookei es una especie de pez de la familia Ariidae en el orden de los Siluriformes.

## Morfología
- Los machos pueden llegar alcanzar los 42,8 cm de longitud total.[1][2]

## Distribución geográfica
Se encuentra en los ríos y estuarios de la vertiente del  Pacífico de Costa Rica y Colombia.